# 하르트비히 가우더
하르트비히 가우더(독일어: Hartwig Gauder, 1954년 11월 10일 ~ 2020년 4월 22일)는 동독과 독일의 육상 선수이다. 1980년 하계 올림픽 50km 경보에서 금메달을 획득했으며, 1987년 세계 육상 선수권 대회에서 우승했다.

## 생애
서독 바덴뷔르템베르크주의 파이힝겐안데어안츠에서 태어났으나 1960년 가족들을 따라 동독 튀링겐주의 일메나우로 이주했다. 
1978년부터 동독 국가대표 경보 선수로 활동하기 시작했으며, 모스크바에서 열린 1980년 하계 올림픽에서 50km 부문 금메달을 획득했다. 1984년 동독의 올림픽 보이콧으로 인해 로스앤젤레스에서 열리는 1984년 하계 올림픽에는 출전하지 못했다.
1996년에 가우더는 심장병을 앓기 시작하여 몇 달 동안 인공 심장으로 살아왔다. 그는 심장 이식 수술을 받았고 그후에 이어서 뉴욕 마라톤 대회에 여러번 출전했다.
2020년 4월 22일 인공투석 도중 65세의 나이로 사망했으며 사망 원인은 신부전으로 인한 심장 마비로 밝혀졌다.